# Campeonato Tailandês de Futebol
A Thai League 1 (em tailandês:  ไทยลีก 1), muitas vezes referida como T1, é o nível superior do sistema de liga de futebol tailandês. Disputado por 16 clubes, opera em um sistema de promoção e rebaixamento com a Thai League 2. As temporadas vão de agosto a maio, com cada time jogando 30 jogos (jogando todos os outros 15 times em casa e fora). É patrocinado pela Toyota Motor Thailand e, portanto, oficialmente conhecido como Hilux Revo Thai League. Na Liga Tailandesa, a maioria dos jogos são disputados aos sábados e domingos, com alguns jogos às quartas e sextas-feiras.

## História

### Origens
A Tailândia realiza competições de futebol desde 1916. Antes do início da Liga Tailandesa, o nível mais alto do futebol de clubes era a liga semiprofissional Kor Royal Cup (em tailandês:  ถ้วย ก.), Que foi disputada em formato de torneio de 1916 a 1995.

### Fundação
A Thai League foi introduzida em 1996 pela Football Association of Thailand (FAT) sob o nome de Thailand Soccer League. Dezoito clubes que já competiram pela Kor Royal Cup foram registrados para jogar na primeira edição de um sistema de liga de dupla rodada. O Bangkok Bank foi premiado como o primeiro campeão da Liga de Futebol da Tailândia de 1996–97.
A Liga Tailandesa originalmente tinha de 10 a 12 clubes a cada temporada até 2007, quando foi expandida para 16 clubes. No final de cada temporada, os três últimos clubes colocados são rebaixados para a Thai Division 1 League.

### Integração de ligas (2007)
A maioria dos clubes da Liga Tailandesa naquela época eram organizações de clubes governamentais com sede na Região Metropolitana de Bangkok e Metropolitan. Enquanto isso, os outros clubes locais competiram na liga semi-profissional chamada Provincial League. A Premier League tailandesa enfrentou o problema do baixo comparecimento e da falta de lealdade local, enquanto a liga provincial sofria com o problema financeiro. Em 2007, a Thai League foi totalmente integrada à Provincial League. O Chonburi da Liga Provincial foi o primeiro campeão da nova Premier League da Tailândia na temporada de 2007.

### Era moderna (2009)
Na temporada de 2009, houve mudanças significativas na liderança para a nova era da Premier League tailandesa. A Confederação Asiática de Futebol declarou os regulamentos para as associações que têm a intenção de enviar os clubes para competir na Liga dos Campeões da AFC a partir de 2011. A Associação de Futebol da Tailândia teve que estabelecer a Premier League tailandesa e forçou os clubes da primeira divisão a preencher os critérios de licença de clube da AFC, caso contrário os clubes tailandeses não serão elegíveis para jogar na Liga dos Campeões. Os clubes foram forçados a se separar das organizações-mãe e se registrar como autoridades independentes do futebol.
As grandes mudanças ocorreram naquela temporada. Tailândia Premier League renomeado para Thai Premier League. Duas vezes campeão da liga, o Krung Thai Bank não cumpriu os novos regulamentos. A organização decidiu vender o clube. O clube foi adquirido por Boon Rawd e renomeado para Bangkok Glass. A Universidade de Bangkok havia expulsado sua seção de clubes de futebol. O clube mudou de nome para Bangkok United desde então. Os clubes baseados na organização tiveram que se mudar para encontrar os torcedores locais para apoiar os clubes. O Osotspa mudou seu estádio para a província de Saraburi, o TOT mudou-se para jogar em Kanchanaburi, a Royal Navy jogou na província de Rayong, enquanto o Thailand Tobacco Monopoly se integrou à província de Samut Sakhon e foi renomeado para TTM Samut Sakhon.
O Muangthong United foi promovido da Thai Division 1 League naquela temporada e venceu a Thai Premier League em seu primeiro ano na liga principal.

### Clássico da Tailândia
Thailand Clasico ou The Classic Match of Thailand é o confronto entre Muangthong United e Chonburi. É o confronto que apresenta o futebol tailandês na era moderna. O nome foi dado ao encontro de duas equipes devido ao hype e ao clima massivo em torno da partida. O primeiro encontro entre eles aconteceu na temporada de 2009 da Premier League tailandesa. Em 30 de maio de 2009, o Chonburi, considerado o melhor clube da Tailândia naquele momento, recebeu a nova potência que acabou de ser promovida da Divisão 1 Muangthong United. A partida foi disputada no Nong Prue Stadium, em Pattaya. Antes da partida, o Chonburi era o líder da tabela após 10 partidas na temporada, enquanto o Muangthong seguia na segunda posição com um ponto a menos. Chonburi abriu a vantagem por 2–0 nos primeiros trinta minutos, mas Muangthong se recuperou para vencer pelo resultado de 5–2 no final. A partida foi cheia de momentos emocionantes e dramáticos. Na época, foi considerada uma das partidas mais clássicas da história da Liga Tailandesa. O confronto Muangthong contra Chonburi foi apelidado de "Clássico da Tailândia" desde então.

### O primeiro invencível
Na temporada de 2012, o Muangthong United sob o comando do técnico sérvio Slaviša Jokanović se tornou o primeiro clube na história da liga a terminar a temporada com uma invencibilidade. O Muangthong terminou na liderança da classificação final com 25 vitórias e 9 empates.

### Dominância do Buriram
O domínio do Buriram refere-se à temporada de 2013 a 2015, na qual o Buriram United venceu a Premier League tailandesa em três temporadas consecutivas como o primeiro clube na história da liga. Os três títulos naquele período incluíram dois títulos invencíveis, com os quais o Buriram United completou a campanha da Premier League tailandesa invicto nas temporadas de 2013 e 2015.

### Reformulação (2017)
Em 2017, a Associação de Futebol da Tailândia decidiu renomear a Thai Premier League para a Thai League 1. Desde a sua criação em 1996, a Premier League tailandesa conta com patrocínio local. As iniciativas de rebranding buscam promover uma identidade internacional para os tailandeses e elevar a liga globalmente por meio do compromisso com gerenciamento e marketing de nível mundial, que incorpora promoção multifacetada por meio de várias mídias, a fim de chamar a atenção para as competições e copas da liga. Este rebranding ganhou o Good Design Award no ramo de Brand Identity do Japan Institute of Design Promotion.

## Campeões
| Temporada |                           |
| --------- | ------------------------- |
| 1996-97   | Bangkok Bank              |
| 1997      | Royal Thai Air Force      |
| 1998      | Sinthana                  |
| 1999      | Royal Thai Air Force      |
| 2000      | BEC Tero Sasana           |
| 2001-02   | BEC Tero Sasana           |
| 2002-03   | Krung Thai Bank           |
| 2003-04   | Krung Thai Bank           |
| 2004-05   | Thailand Tobacco Monopoly |
| 2006      | Bangkok University        |
| 2007      | Chonburi                  |
| 2008      | PEA                       |
| 2009      | Muangthong United         |
| 2010      | Muangthong United         |
| 2011      | Buriram PEA               |
| 2012      | Muangthong United         |
| 2013      | Buriram United            |
| 2014      | Buriram United            |
| 2015      | Buriram United            |
| 2016      | Muangthong United         |
| 2017      | Buriram United            |
| 2018      | Buriram United            |
| 2019      | Chiangrai United          |
| 2020-21   | BG Pathum United          |
| 2021-22   | Buriram United            |
| 2022-23   | Buriram United            |
| 2023-24   | Buriram United            |
| 2024-25   | Buriram United            |

### Por clube
| Clube                     | Títulos | Temporadas                                                                    |
| ------------------------- | ------- | ----------------------------------------------------------------------------- |
| Buriram United            | 11      | 2008, 2011, 2013, 2014, 2015, 2017, 2018, 2021–22, 2022–23, 2023–24 e 2024–25 |
| Muangthong United         | 4       | 2009, 2010, 2012 e 2016                                                       |
| Royal Thai Air Force      | 2       | 1997 e 1999                                                                   |
| Police Tero               | 2       | 2000 e 2001-02                                                                |
| Krung Thai Bank           | 2       | 2002–03 e 2003–04                                                             |
| Bangkok Bank              | 1       | 1996-97                                                                       |
| Bangkok University        | 1       | 2006                                                                          |
| Sinthana                  | 1       | 1998                                                                          |
| Chonburi                  | 1       | 2007                                                                          |
| Thailand Tobacco Monopoly | 1       | 2004-05                                                                       |
| Chiangrai United          | 1       | 2019                                                                          |
| BG Pathum United          | 1       | 2019-20                                                                       |

## Formato da competição e patrocínio
Existem 16 clubes na Liga Tailandesa. Ao longo de uma temporada, que vai de agosto a maio, cada clube joga contra os outros duas vezes, uma em seu estádio e outra no de seu adversário, em um total de 30 jogos. As equipes recebem três pontos por vitória e um ponto por empate. Nenhum ponto é concedido para uma derrota. As equipes são classificadas pelo total de pontos, depois pelo confronto direto, pela diferença de gols e, por fim, pelos gols marcados. Ao final de cada temporada, o clube com mais pontos é coroado campeão. Se os pontos forem iguais, o confronto direto, a diferença de gols e os gols marcados determinam o vencedor. Se ainda for igual, as equipes são consideradas para ocupar a mesma posição. Se houver empate no campeonato, no rebaixamento ou na classificação para outras competições, uma partida de desempate em local neutro decidirá a classificação. As três equipes com as piores colocações são rebaixadas para a Thai League 2 e as três primeiras equipes da Thai League 2 são promovidas em seus lugares.

### Qualificação para as competições asiáticas
No passado, os campeões jogariam nos playoffs da Liga dos Campeões da AFC e na Copa da AFC para os campeões da Copa da Tailândia. Devido às reformas da AFC para o formato da AFC Champions League e da AFC Cup, não haverá mais uma vaga de qualificação direta para a AFC Champions League para aquele campeão tailandês, por enquanto. A partir de 2012, os clubes tailandeses têm 1 vaga automática para a fase de grupos e 1 vaga no playoff para os vencedores da FA Cup da Tailândia e 1 vaga no playoff para o vice-campeão da liga tailandesa. Mas desde 2021, os clubes tailandeses têm 2 vagas na fase de grupos para o campeão da liga e vencedor da FA Cup e 2 times no play-off para vice-campeão e terceiro na liga.

### Patrocínios
A Liga Tailandesa foi patrocinada desde 1996 até 2003 e foi patrocinada novamente desde 2010. O patrocinador pode determinar o nome do patrocínio da liga. A lista abaixo detalha quem foram os patrocinadores e como eles chamaram a competição:
- 1996–1997: Johnnie Walker (Johnnie Walker Thailand Soccer League)
- 1998–2000: Caltex (Caltex Premier League)
- 2001–2003: Advanced Info Service (GSM Thai League)
- 2003–2005: Nenhum (Liga Tailandesa)
- 2006–2008: Nenhum (Tailândia Premier League)
- 2009: Nenhum (Thai Premier League)
- 2010–2012: Sponsor (Patrocinador da Premier League tailandesa)
- 2013–presente: Toyota (Toyota Thai Premier League em 2013–2015, Toyota Thai League em 2016–2020–21, Hilux Revo Thai League em 2021–22–presente)

## Outros torneios
Torneios nacionais
- Chang FA Cup (1975–2001, 2009–presente)
- Thailand Champions Cup (como Kor Royal Cup 1996–2016) (2017–presente)
- Toyota League Cup (1987–1994, 2010–presente)

Torneios internacionais
- Liga dos Campeões da AFC (1967–1971, 1985–presente)
- Copa da AFC (2007, 2009–2012)
- Campeonato de Clubes da ASEAN (2003–2005, 2020–presente)

Torneios extintos
- Kor Royal Cup (1916–2016)
- Khǒr Royal Cup (1916–2015)
- Khor Royal Cup (1962–2015)
- Ngor Royal Cup (1962–2015)
- Toyota Premier Cup (2011–2017)
- Mekong Club Championship (2015–2017)

### Ranking dos clubes na AFC
- Atualizado até 29 de maio de 2022.

| Rank Atual | Pontos | Equipe               |
| ---------- | ------ | -------------------- |
| 13         | 1527   | Buriram United       |
| 21         | 1477   | BG Pathum United     |
| 33         | 1445   | Muangthong United    |
| 37         | 1434   | Bangkok United       |
| 64         | 1389   | Port                 |
| 81         | 1363   | Chiangrai United     |
| 83         | 1361   | Chonburi             |
| 140        | 1307   | Ratchaburi Mitr Phol |
| 156        | 1298   | Samut Prakan City    |
| 165        | 1293   | Police Tero          |
| 168        | 1291   | Nakhon Ratchasima    |
| 185        | 1283   | Suphanburi           |
| 188        | 1280   | Nongbua Pitchaya     |